# Svage verber
Svage verber er en gruppe af verber i de germanske sprog, der er kendetegnet ved d- eller t-endelser i præteritum og participiet. De står i modsætning til stærke verber, der har aflyd, nulendelse i præteritum og n-endelse i participiet.

## Uregelmæssige svage verber
Ikke alle svage verber er regelmæssige. Der findes en mindre grupper, der har vokalændring i præteritum og participiet. I modsætning til de stærke verber er der dog ikke tale om aflyd, men om omlyd, dvs. en vokalændring, der skyldes påvirkning af en vokal i en følgende stavelse. Det er vokalen i infinitiv og præsens, der har omlyd, hvorimod præteritum og participiet har bevaret den uomlydte vokal, f.eks. urgermansk *satjan > sætte over for *satidō > *sattō > satte (idet det korte i i præteritum faldt bort, før i-omlyden blev gennemført).
| Infinitiv | Præsens   | Præteritum      | Participium   |
| --------- | --------- | --------------- | ------------- |
| bringe    | bringer   | bragte          | bragt         |
| fortælle  | fortæller | fortalte        | fortalt       |
| følge     | følger    | fulgte          | fulgt         |
| gøre      | gør       | gjorde          | gjort         |
| kvæle     | kvæler    | kvalte          | kvalt         |
| lægge     | lægger    | lagde           | lagt          |
| række     | rækker    | rakte           | rakt          |
| råbe      | råber     | råbte           | råbt          |
| sige      | siger     | sagde           | sagt          |
| spørge    | spørger   | spurgte         | spurgt        |
| strække   | strækker  | strakte         | strakt        |
| sælge     | sælger    | solgte          | solgt         |
| sætte     | sætter    | satte           | sat           |
| træde     | træder    | trådte          | trådt         |
| tælle     | tæller    | talte           | talt          |
| vække     | vækker    | vakte / vækkede | vakt / vækket |
| vælge     | vælger    | valgte          | valgt         |